# Amphiophiura distincta
Amphiophiura distincta är en ormstjärneart som först beskrevs av Jean Baptiste François René Koehler 1904.  Amphiophiura distincta ingår i släktet Amphiophiura och familjen fransormstjärnor. Inga underarter finns listade i Catalogue of Life.